# Nils Petersen
Nils Petersen (Wernigerode, 6 de dezembro de 1988), é um ex-futebolista alemão que atuava como atacante. Seu último clube como profissional foi o Freiburg

## Carreira

### Rio 2016
Petersen fez parte do elenco da Seleção Alemã de Futebol nas Olimpíadas de 2016. Perdeu o último pênalti que deu o Ouro à Seleção Brasileira de Futebol na decisão realizada no estádio do Maracanã. Foi artilheiro dos Jogos, sendo que cinco de seus seis gols, foram marcados contra a Seleção de Fiji, na vitória por 10-0.

## Títulos
SC Freiburg
- 2. Bundesliga: 2015/16[carece de fontes?]

### Artilharias
- 2. Bundesliga: 2010/11 (25 gols pelo Energie Cottbus)[carece de fontes?]
- Jogos Olímpicos 2016: (6 gols pela Seleção Alemã Olímpica)[carece de fontes?]